# Het huis met de schaduw
Het huis met de schaduw is een roman van de Britse schrijfster Aminatta Forna. Hij werd oorspronkelijk in het Engels uitgegeven in maart 2013, en verscheen in het Nederlands in augustus 2013 bij Nieuw Amsterdam Uitgevers.

## Verhaal
Het verhaal speelt zich af in het denkbeeldige stadje Gost – gost refereert aan ‘ghost’: een spookstad, waaruit mensen verdwenen zijn - ze zijn gevlucht of vermoord tijdens de oorlog of ze zijn vertrokken na de oorlog - en waar degenen die overblijven vooral zwijgen en rondwaren als levende spoken.
Op een dag is Duro op jacht met zijn twee honden, Kos en Zeka. Tussen de bomen ontdekt hij dat het blauwe huis, dat zolang heeft leeggestaan, opeens bewoond wordt door een vrouw. Het gaat om Laura, haar zoon Matthew en dochter Grace.
Duro, die bouwvakker is en leeft van klusjes her en der, biedt zijn diensten aan om het huis op te knappen. En hoewel hij woont in een klein plattelandsstadje waar mensen gewoonlijk wantrouwend en gesloten zijn, is hij vriendelijk met buitenlanders. Laura is dan ook opgetogen met de hulp en vriendschap die ze van hem krijgt.
In het begin van het boek krijgen we vooral te maken met Laura’s kijk op het huis, het platteland en het stadje. Het is de blik van de buitenlander die enkel het mooie van Kroatië wil zien en de ogen afwendt van het verleden dat alle stadsbewoners nochtans meegemaakt hebben. Laura doet ook geen enkele moeite om hun taal te leren. Ze is verrukt over het mooie huis en de omgeving en heeft al een project om nog meer huizen op te kopen in deze streek, ze te verbouwen en aan toeristen te verkopen met winst.
Door de aanwezigheid van Laura denkt Duro vaak terug aan zijn jeugdliefde Anka, die ook in het blauwe huis heeft gewoond. In die periode had het stadje de oorlog nog niet meegemaakt. De herinneringen van Duro zijn dus vooral mooie momenten, die goed aansluiten bij het stadje zoals Laura het wil zien. Geleidelijk aan komen er te veel herinneringen terug bij hem op, en krijgt Duro echt bijbedoelingen bij het oplappen van het huis: hij wil dat de herinneringen aan de oorlog van 1991 voor iedereen in Gost levend blijven.
In Gost willen de mensen hun leven opnieuw opbouwen nu de oorlog voorbij is. De meesten willen hun ogen sluiten voor de gruwelijkheden die gebeurd zijn en die de medebewoners van de stad op hun geweten hebben. Maar een kleiner deel van de inwoners, waaronder Duro, wil dat het verleden nooit vergeten wordt.
Dat ziet Duro als zijn taak. Iemand moet ervoor zorgen dat het gruwelijke verleden blijft leven in de gedachten van de bewoners.

## Ontvangst
Het huis met de schaduw (maart 2013) is Aminatta Forma’s derde roman. Hij werd zeer goed ontvangen in het Verenigd Koninkrijk.
In de USA heeft het literaire magazine The Millions het boek vermeld bij boeken waar het meest naar uitgekeken werd in de tweede helft van 2013 en The Boston Globe schreef dat het geleden was sinds Remains of the Day dat een auteur zo bekwaam meerdere lagen blootlegt die vaak onzichtbaar blijven voor iedereen, behalve voor wie het meemaakt, de mensen die doen wat ze moeten doen om te overleven.
Verder loofden literatuurcritici Forna’s voorafgaande opzoekingswerk, en haar ongeëvenaarde vermogen om sfeer, decor en sterke emoties in te zetten om "de gruwelen van deze tijden, die ons zullen volgen tot aan het graf" uit te leggen. Ook prezen de critici dat Forna aantoont hoe we gebeurtenissen observeren, eraan deelnemen aan en er een rol in spelen.
Internationaal werd geprezen hoe Forna op betoverende wijze, met een niet aflatende precisie karakters en een sfeer kan neerzetten. In het bijzonder beschrijft India's The Sunday Guardian het boek als "Een aangrijpend verhaal, dat niet zozeer gaat over vergevensgezindheid, maar wel over een pijnlijke, moeizame inschikkelijkheid". Hoe men moet leren leven met vijanden, met de mensen die ons de meest pijnlijke wonden toegediend hebben, hoe we samenleven en naast elkaar moeten werken omdat de huidige maatschappij er de voorkeur aan geeft de zonden die in het verleden begaan werden, te vergeten.
Lindsey Hilsum, redactrice buitenland voor Channel 4 News, die uitgebreide verslaggeving heeft gedaan over het conflict in de Balkan, nomineerde Het huis met de schaduw tot haar keuze voor de Alternative Booker. Ze staafde haar keuze als volgt: "Let maar niet op de Booker: het boek dat dit jaar het meest een prijs verdient, is "Het huis met de schaduw", geschreven door Aminatta Forna. Het verhaal speelt zich af in Kroatië en onderzoekt de thema’s van conflict, het blijvende impact van oorlog, en hoe woede nooit echt verdwijnt.”
Over Kroatië als decor voor het verhaal van Het huis met de schaduw, het Kroatië van de etnische zuivering die volgde na de splitsing van het vroegere Joegoslavië, zei Forna: ‘Er bestaat een gezegde: "Schrijf over wat je weet." Daar kan iets aan toegevoegd worden: "Schrijf over wat je wil begrijpen." Dat was het geval met dit nieuwe boek.
Tegen het einde van 2013 stond Het huis met de schaduw op meerdere lijsten van "Boek van het jaar". De meest gekende van die lijsten zijn waarschijnlijk The Boston Globe en The Independent.